# Parodia muricata
Parodia muricata là một loài thực vật có hoa trong họ Cactaceae. Loài này được (Otto) Hofacker mô tả khoa học đầu tiên năm 1998.